# 進化系ぱちんこ
進化系ぱちんこ（しんかけいぱちんこ）は、パチンコメーカー京楽産業.が2009年発売の『CRぱちんこキン肉マン』よりリリースしているデジパチタイプのパチンコ機種の総称。

## 概要
大当りするまでの流れにモード移行により突入するチャンスゾーンを主軸にした、打ち手の期待感を高める演出や内部仕様を搭載したパチンコ機のシリーズである。
近年リリースされるパチンコでは、通常時（ヘソ入賞）の大当たりに潜伏確変を導入し、電動チューリップ（以下電チューと記す）入賞時の出玉のある大当たり割合を多くしたものが多数見られるが、進化系ぱちんこではヘソ入賞時の大当たりのうち潜伏確変の割合を高めに取り、電チュー入賞時の出玉ありの割合をほぼ100%とすることで、電チュー作動の確率変動に入った場合の連チャン率を大幅に上げている。また、進化系ぱちんこシリーズでは全ての大当たりラウンド数・小当たり当選時のアタッカー開放回数を統一し、外部から容易に潜伏確変を察知できるラウンド数告知ランプをなくしている。
潜伏確変もしくは小当たりに当選した場合の演出として、個々の機種独自のギミック作動・モード移行演出により、高確率状態か通常かドキドキ感を長く楽しめることを売りにしており、演出も通常のデジパチタイプの機種とは異なるものが多い。

## 進化系ぱちんこの長所・短所
進化系ぱちんこの最大の売りは、電チュー入賞時の出玉ありの大当たり割合がほぼ100%であり、確変割合も多くの機種で7 - 8割となっているため、電チューの確変大当たりに当選した場合に大連チャンが期待できるところにある。
ただ、通常のデジパチタイプの機種よりも1回の大当たりの出玉が少ない（『CRぱちんこキン肉マン』は約1,100個）ため、いかに電チュー入賞で大当たりを継続させるかが重要となる。
また、盤面右下のセグで高確率状態か通常かの判別は可能であるが、通常の7セグタイプではなく葡萄セグのため、7セグよりも非常にわかりづらくなっている。
液晶演出内で高確率状態を臭わせる演出が多数出現すれば、高確率状態の期待度がアップするが、バトルタイプ（後述）ではそれだけで高確率状態かどうかを判別することは非常に難しく、何も知らずにやめてしまうと高確率状態を取りこぼす可能性があるため注意が必要である。
電チューサポート（以下電サポと記す）の状態に突入すれば連チャンは期待できるが、それに突入するためには
- 出玉あり確変大当たり当選（電サポ作動）
- 潜伏確変当選→潜伏確変当選（電サポ作動）
- 潜伏確変当選→出玉あり確変大当たり当選（電サポ作動）
- 突然確変当選（電サポ作動）

などいろいろな大当たりのバリエーションがあるが、電サポの状態に突入する割合はどの機種も総じて約6割程度であり、最大2回の大当たりが出玉なしになったり、出玉ありの初当たりが単発で終了することも少なくない。
また電サポが作動しても、スルーチャッカーの釘が渋いと電チューが開かず、ヘソ入賞での消化が多くなると必然的に連チャン率が大幅に低下してしまうため、打ち始める前にスルーチャッカーの釘はかならずチェックしておいたほうがいいといえる。

## 総括
2009年12月9日に行われた「KYORAKUプレスカンファレンス」において、京楽産業.の榎本善紀社長は進化系ぱちんこについて「主に中高年層のユーザーから十分な支持を得られず、賛否両論となってしまった」と総括し、それを踏まえ2010年はより幅広いユーザー層の支持を得られるよう演出面を改良した「びっくりぱちんこ」としてリリースを行うことを発表した。

## 機種

### ステージチェンジタイプ
以下の機種は、ステージチェンジにより上位のステージに行くほど高確率の期待が高まるタイプ。上位から下位の間を行き来し、高確率に当選しても液晶内で告知がない（高確率確定の予告もあるが滅多に出ない）ため液晶だけでの高確率の判別は難しい。
- CRぱちんこキン肉マン
- CRぱちんこキン肉マンMAX
- CRぱちんこキン肉マンJr.
- CRスロぱちんこグラディエーターエボリューション

### ステップアップタイプ
以下の機種は、モード移行時に特殊モードに移行し、ステップアップ式にモードが上位に行くほど高確率の期待が高まるタイプ。ステージチェンジ式と違って上位から下位への移行は無い。最上位まで行くと高確率確定であり、高確率に当選しなかった場合通常モードに戻るため、それまで打ち続ければ確変を取りこぼすことはない。
- CRぱちんこおぼっちゃまくん
- CRぱちんこ天国の階段
- CRぱちんこ爽快美空ひばり不死鳥伝説

### STタイプ
以下の機種は、回数切り潜伏確変を搭載したタイプ。液晶演出は上記のステップアップタイプとモード移行のパターンは似ているが、潜伏確変に当選しても規定回数内に次の大当たりを引けなければ出玉なしで終了することがある。
- CRぱちんこ仮面ライダーMAX Edition
- CRAぱちんこ必殺仕事人III祭バージョン